# Signal Festival
Signal Festival je pražský festival světla a digitální kultury, probíhající pravidelně čtyři dny v říjnu každoročně od roku 2013.
Financování festivalu tvoří podpora dotačních programů, zejména Magistrátu hl. m. Prahy, Ministerstva kultury a zapojených městských částí, dále partnerství s komerčními subjekty a výnosy z vedlejší činnosti festivalu.

## Vznik festivalu
Za vznikem festivalu stojí producent Martin Pošta, kurátor Jan Rolník a umělec Amar Mulabegovič z umělecké skupiny Hyperbinary. Po úspěchu videomappingu k 600. výročí Staroměstského orloje, který v roce 2010 realizovala právě skupina Hyperbinary s Martinem Poštou, vznikla myšlenka širšího představení oboru světelného umění v České republice prostřednictvím festivalu. Přípravy prvního ročníku trvaly celkem 3 roky; organizátorům se podařilo do Prahy přivést velká oborová jména z celého světa a za podpory hlavního města Prahy, městských částí Prahy 1 a 2 i dalších partnerů založit tradici festivalu světla.

## Jednotlivé ročníky

### 2013
Roku 2013 se konal v Praze jeho první ročník, navštívilo ho přes čtvrt milionu lidí. Představení světelných vystoupení se konalo na 32 místech centra Prahy. Mezi autory světelných vystoupení patřili například Vladimír 518, Milan Cais, Krištof Kintera, František Skála a Rony Plesl.
Byly instalovány čtyři videomappingy a 34 dalších světelných instalací.
| Název          | Autor                    | Umístění             |
| -------------- | ------------------------ | -------------------- |
| Khôra          | The Macula (Hyperbinary) | Kostel svaté Ludmily |
| #DÉFILÉ        | Romain Tardy (Antivj)    | Palác Hybernia       |
| Oživlá silueta | Telenoika                | Arcibiskupský palác  |
| Noc            | Sila Sveta               | Tyršův dům           |

| Název                                                 | Autor                              | Umístění                                                |
| ----------------------------------------------------- | ---------------------------------- | ------------------------------------------------------- |
| HyperCube                                             | 1024 architecture                  | Staroměstské náměstí                                    |
| MRAK                                                  | Caitlind Brown & Wayne Garrett     | Hergetova cihelna                                       |
| Uranium Figure                                        | Rony Plesl                         | Kostel sv. Martina ve zdi                               |
| Phosphor 360 ver. B                                   | pebe/lab                           | Vojanovy sady                                           |
| Urban Void                                            | Jan Šrámek a Martin Búřil          | Štupartská ulice                                        |
| ČEZ pro SIGNAL festival                               |                                    | Ovocný trh KB                                           |
| Na příkopě                                            | Filip Müller                       | KB Na příkopě                                           |
| Dům stínů                                             | František Skála                    | Kampa                                                   |
| Maják                                                 | Krištof Kintera                    | Petřínská rozhledna                                     |
| Můra                                                  | Jakub Nepraš                       | pod Karlovým mostem – U Lužického semináře              |
| Karlův hlídač                                         | Milan Cais                         | Staroměstská a Malostranská mostecká věž (Karlův most)  |
| Signal Column                                         | Michal Cimala                      | Václavské náměstí                                       |
| Metronom                                              | Vratislav Karel Novák              | Letná                                                   |
| SPAM/Interpretace černo-bílých struktur Zdeňka Sýkory | Vladimir 518 & David Vrbík         | Muzeum Kampa                                            |
| ArchiBio                                              | Andrej Boleslavský                 | Klementinum                                             |
| Slunce                                                | Josef Šafařík                      | Vestibul stanice metra Florenc – výstup ulice Křižíkova |
| 8bitový syndrom                                       | Adam Široký & Tomáš Nadymáček      | Piazzeta Národního divadla                              |
| Připoj se!                                            | 3dsense                            | Piazzeta Národního divadla                              |
| Papillon de nuit                                      | Pavla Beranová & Julie Boniche     | Kostel sv. Michala                                      |
| Potrubí                                               | Vojmír Křupka                      | Řetězová ulice                                          |
| Imaginace dialogu – Klasický/neklasický dialog        | Jaroslav Bejvl jr.                 | Kafkovo náměstí                                         |
| Future of Light – innovations of your future          | Phillips                           | New York University Prague, Malé náměstí 459/11         |
| Emauzský klášter – symbolika barev                    | Jaroslav Smetana                   | Emauzský klášter                                        |
| Tančící dům – světlo je pohyb, světlo je klid         | Jaroslav Smetana & Filip Müller    | Tančící dům                                             |
| Parník Vyšehrad – SIGNALní loď pro cesty za světlem   | Jaroslav Smetana & Filip Müller    | Rašínovo nábřeží                                        |
| Virtuální galerie                                     | CISCO                              | Staroměstské náměstí                                    |
| Volvo V40 Cross Country 3D Mapping                    | Volvo                              | náměstí Jana Palacha                                    |
| Dreamscape in Three Movements                         | Frances Sander, Dima Berzon, Forma | Na Ovčinách, Praha 7 – Holešovice                       |
| SIGNAL – Festivalové Centrum                          |                                    | náměstí Jana Palacha                                    |

### 2014

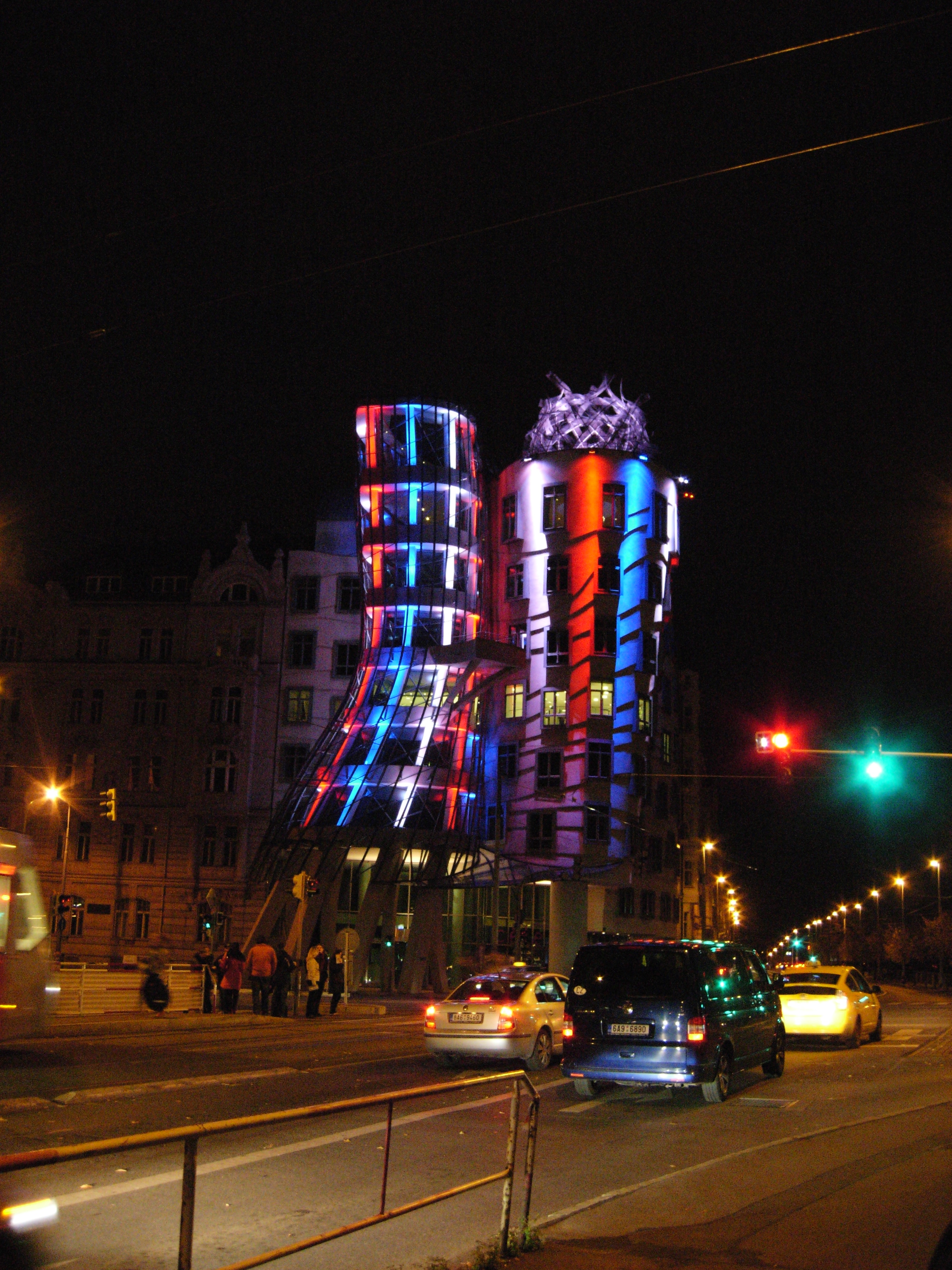
Instalace na Tančícím domě uskutečněná během druhého ročníku festivalu (2014)

V roce 2014 se konal druhý ročník festivalu, 16. až 19. října, každý večer od 19 do 24 hod. Navštívilo ho přibližně 463 tisíc diváků. Mezi návštěvníky byly hlavně Pražané a dále turisté převážně z Německa.

### 2015
Třetí ročník festivalu proběhl 15. až 18. října, navštívilo ho přibližně 400 tisíc lidí. Bylo na něm celkem 21 světelných instalací, 3 videomappingy a 3D speciální instalace pod název Polyxh od turecké skupiny OUCHHH. Jediným zpoplatněným místem byla instalace na Klárově, která se musela předem rezervovat, jednalo se o 360° audiovizuální show francouzského umělce Joanieho Lemerciera.[zdroj?]

### 2016
Festival se roku 2016 konal mezi 13. a 16. říjnem (čtvrtek až neděle); úplně poprvé měl festival i denní program určený dětem. Každý den od 9:30 do 18:30 byla na Klárově v SIGNAL Dome promítaná sférická projekce Karel IV. od umělce Jana Šímy. Po Praze se nacházelo 23 instalací, z toho 15 bylo světelných instalací, 4 videomappingy nebo sférické projekce a 4 interaktivní instalace. Instalace byly rozmístěny především na Praze 1, dále na Praze 2 a 3. Dvě třetiny instalací měly na festivalu svou světovou nebo evropskou premiéru. Festival byl až na dvě místa (instalace v SIGNAL Dome a videomapping v Tyršově domě) opět zdarma. Na trasách bylo umístěno 18 míst s Wi-Fi zdarma. Festival do pražských ulic přilákal podle měření společnosti Cisco, která pomocí 18 wifi spotů zachycovala všechny návštěvníky se zapnutým wifi přijímačem na mobilních telefonech 578 137 návštěvníků, čímž se Signal Festival stal nejnavštěvovanější kulturní akcí České republiky.
| Číslo | Název instalace                        | Autor                         | Umístění                             |
| ----- | -------------------------------------- | ----------------------------- | ------------------------------------ |
| 1     | Voice of Figures                       | Radugadesign                  | Palác Kinských, Staroměstské náměstí |
| 2     | Monolith powered by Mercedes-Benz      | Hyperbinary                   | Pařížská ulice                       |
| 3     | Fantastic Planet                       | Amanda Parer                  | náměstí Curieových                   |
| 4     | Fantastic Planet                       | Amanda Parer                  | náměstí Jana Palacha                 |
| 5     | Struny                                 | David Vrbík                   | Klementinum                          |
| 6     | Rezonátor                              | Jan Hladil                    | Colloredo-Mansfeldský palác          |
| 7     | Hidden Towers (SIGNAL Dome)            | The Macula (Hyperbinary)      | Klárov                               |
| 7     | Morphogenesis (SIGNAL Dome)            | Can Buyukberber&Yagmur Uyanik | Klárov                               |
| 7     | Karel IV. (SIGNAL Dome)                | Jan Šíma                      | Klárov                               |
| 8     | Reflection Studies/Interactive Edition | Zachary Lieberman             | Cihelná                              |
| 9     | Light Sowers                           | Maotik                        | Vojanovy sady                        |
| 10    | Dron~List                              | Jakub Nepraš                  | Kampa                                |
| 11    | Mutis                                  | Tigrelab                      | Tyršův dům                           |
| 12    | Fantastic Planet                       | Amanda Parer                  | Kampa                                |
| 13    | Fantastic Planet                       | Amanda Parer                  | Střelecký ostrov                     |
| 14    | Smyčka                                 | Michal Pustějovský            | Piazzeta Národního divadla           |
| 15    | Horizont událostí                      | Dávid Sivý                    | nádvoří Akademie věd České republiky |
| 16    | Klangfarbe                             | Juha Rouhikoski               | Krocínova                            |
| 17    | Epicenter v.2 powered by ROBE          | TUNDRA                        | Palác Národní                        |
| 18    | Brocken 5.1.                           | Yasuhiro Chida                | náměstí Republiky                    |
| 19    | Garden in Development                  | Javier Riera                  | Karlovo náměstí                      |
| 20    | Fantastic Planet                       | Amanda Parer                  | Karlovo náměstí                      |
| 21    | Point Line Surface Solid               | Daniel Rossa                  | náměstí Míru                         |
| 22    | Noisescape V2                          | Teemu Määttänen               | náměstí Jiřího z Poděbrad            |
| 23    | RAWDRAW! by Drawetc                    | DRAWetc.                      | různá místa                          |

### 2017
Pátý ročník Signal festivalu probíhal ve dnech 12. až 15. října. Měl dvě trasy, jednu na Starém a Novém městě (trasa Centrum) a druhou na Vinohradech, v Praze 2 a 3 (trasa Vinohrady). Součástí festivalu se stala i zpoplatněná Galerijní zóna Signal festivalu, která zahrnovala čtyři indoor instalace umístěné na trase Centrum. Vstup do galerijní zóny stál 100 Kč. Novinkou byla i sekce Signal Calling; ta představila instalace českých nadějných tvůrců. Sekce, do které vybíralo programové oddělení instalace z otevřené výzvy, měla za cíl podpořit tvorbu začínajících nebo prozatím neetablovaných umělců z České republiky. Svou práci tak na Signal festivalu představil ateliér intermediální tvorby Mileny Dopitové při Akademii výtvarných umění, umělecká skupina Blok_4 nebo skupina mladých tvůrců Heardt se dvou stejnojmennou instalací, která si premiéru odbyla na festivalu Burning Man v nevadské poušti Black Rock Desert. V rámci 5. výročí Signal festival pro diváky zopakoval i projekce všech videomappingů, které se za uplynulé ročníky objevily na kostele svaté Ludmily na Náměstí Míru; téměř čtyřicetiminutovou přehlídku pěti videomappingů mohli lidé sledovat každý festivalový večer od 23:00.
| Číslo | Název instalace        | Autor | Umístění                    |
| ----- | ---------------------- | --- | --------------------------- |
| 1     | Multiverse             | Filip Roca | Tyršův dům                  |
| 2     | juxtaposition          | Tets Ohnari | Kampa                       |
| 3     | Mecaniques Discursives | Fred Penelle a Yannick Jacquet-Antivj | Cihelná                     |
| 4     | Wave Interference      | Robyn Moody | Colloredo-Mansfeldský palác |
| 5     | Database               | Pavel Mrkus | Klementinum                 |
| 6     | Hladina                | Blok_4 | Zrcadlová kaple Klementina  |
| 7     | Beyond                 | Playmodes | Staroměstské náměstí        |
| 8     | Heardt                 | Heardt (Anna Feyrerová, Bára Anna Stejskalová, Richard Dobřichovský, Tomáš Bukáček)                                                                 | Haštalská                   |
| 9     | Constrained Surface    | Ryoichi Kurokawa | Anežský klášter             |
| 10    | Octopus Garden         | RaumZeitPiraten | Anežský klášter             |
| 11    | #glass                 | Tets Ohnari | náměstí Republiky           |
| 12    | Second Litany          | Boris Vitázek / Zuzana Sabová | Hybernská                   |
| 13    | Anonymous Illusion     | Jaroslav Prokopec, Lucie Havlová, Barbora Volfová, Rudolf Matějček – studentský projekt ateliéru Intermediální tvorby I, škola Mileny Dopitové, AVU | Ovocný trh                  |
| 14    | Henge                  | Lunchmeat | palác U Stýblů              |
| 15    | White Circle           | raster-noton | DUP 39                      |
| 16    | Caryatids              | Yann Nguema | náměstí Míru                |
| 17    | SOAR                   | Róbert Farkaš | sady Svatopluka Čecha       |
| 18    | AXIOM                  | Kit Webster | náměstí Jiřího z Poděbrad   |
| 19    | SUBMERGENCE            | Squidsoup | Riegrovy sady               |
| 20    | Man Machine            | SPAM | TJ Sokol Vinohrady          |

### 2018
Toho roku festival proběhl ve dnech 11. až 14. října. Festival se poprvé rozprostíral ve třech trasách: Centrum, Vinohrady a Karlín.
| Název        | Autor              | Umístění             |
| ------------ | ------------------ | -------------------- |
| Nucleus3     | Ruestungsschmie.de | Kostel svaté Ludmily |
| Future Ruins | Romain Tardy       | Karlín               |

### 2019
V roce 2019 festival s tématem „revoluce“ obsáhl opět čtyři dny, od čtvrtka 9. až do neděle 13. října. Kromě tématu videomappingu, kterým se festival původně proslavil, byly v nabídce také instalace a projekce, a to na třech trasách po pražských čtvrtích Malá Strana, Staré Město a Karlín. Celkově bylo předvedeno 18 instalací, z toho 3 videomappingy: V Tyršově domě 3D videomapping na téma evoluce a jeden zaměřen více na děti. Na kostel svaté Ludmily na Náměstí Míru tentokrát nebyl promítán žádný. Magistrát hlavního města Prahy na celý festival upravila dopravu: omezením rychlosti, zjednosměrněním provozu, uzavírkami. Zřídila i bezplatnou infolinku.
Součástí festivalu byly i přednášky či promítání filmů. Při tématu revoluce byl vzpomenut i exodus Němců z Německé demokratické republiky na pražskou ambasádu Spolkové republiky Německo před 30 lety, kdy Němci své trabanty zanechávali na pražských ulicích. V Seminářské zahradě jich bylo v rámci Signal Festivalu připraveno deset; uvnitř byly pro návštěvníky připraveny audiovizuální záznamy s dobovými záznamy a výpovědmi svědků této události. Festival k instalacím připravil panelové diskuse ve Werichově vile. Byly připraveny Signal Walks: tři komentované procházky.

Kurátorem ročníku byl Matěj Vlašánek.

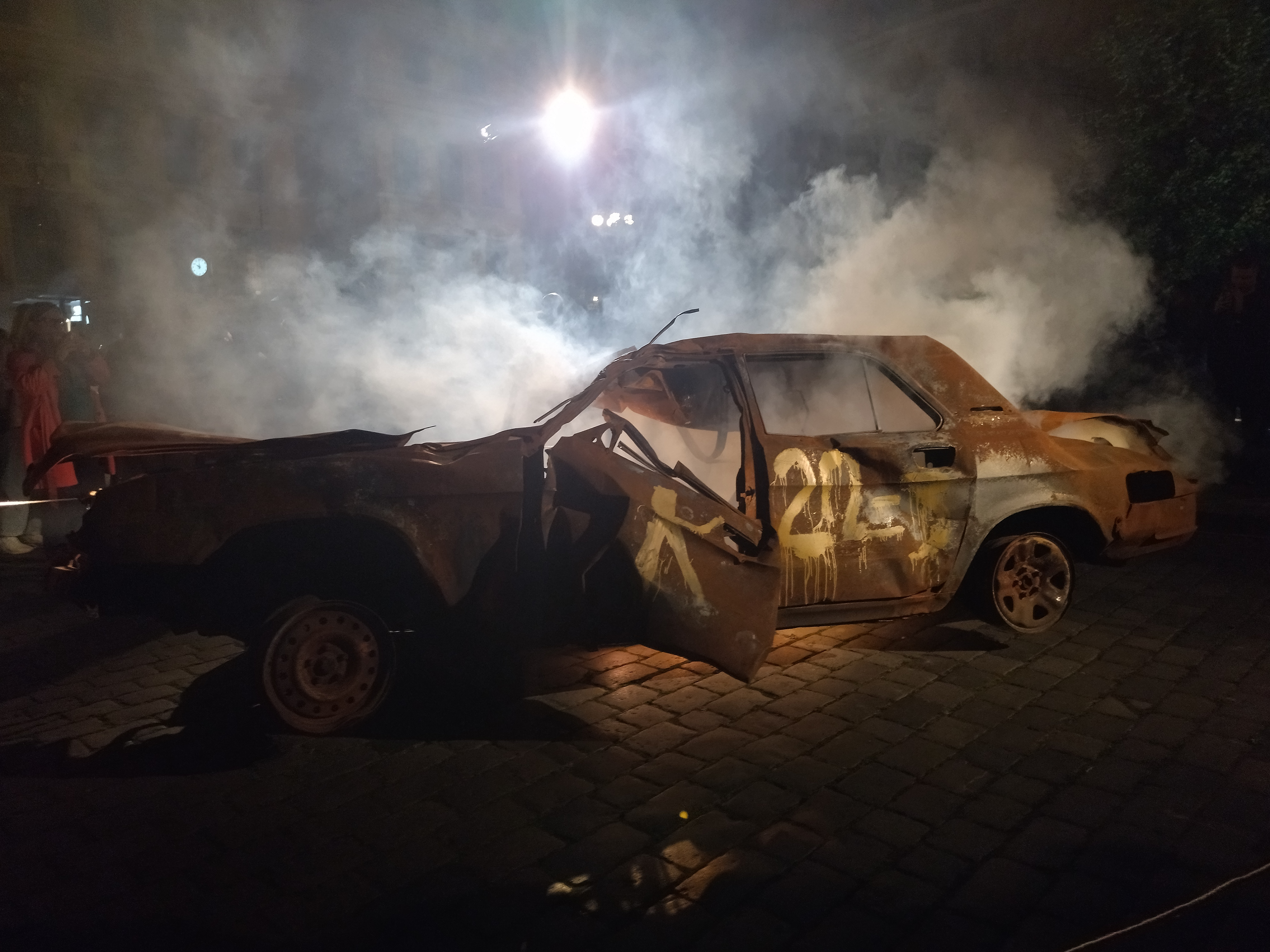
Instalace Fyzická možnost smrti v mysli někoho žijícího v rámci Signal Festivalu 2022

### 2020
Signal Festival, který byl naplánován na 15. až 18. října, se nekonal z důvodů opatření proti pandemii koronaviru, nařízených vládou České republiky.

### 2021
Devátý ročník začal 14. října: toho čtvrtečního večera videomapping Wind od německých Weltraumgrafik rozsvítil chrám svatého Cyrila a Metoda; festival žil do neděle 17. října; místem konání byl Karlín, Staré Město a prvně Holešovice; hlavní festivalové téma neslo název „Plan C“. Organizátoři připravili na 15 instalací v ulicích a půl tuctu v rozšířené realitě. Tématy byla ekologie, udržitelný rozvoj a vztah člověka k Zemi. Umělci se též ohlíželi za pandemií, ve které našli příležitost, jak být lepším člověkem. Tahákem byla toho roku 3D projekce v průmyslovém paláci.

### 2022
Desátý ročník startoval 12. října úvodní projekcí od francouzského vizuálního kolektivu AV Extended na baziliku světice Ludmily na vinohradském Náměstí míru; trval do 16. října a nabídl 15 instalací na dvou trasách – Centrum a Vinohrady/Vršovice. Doplnil jej týdenní doprovodný program v Kunsthalle Praha, CAMP či Galerii U Betlémské kaple.

### 2023
V roce 2023 festival proběhl od 12. do 15. října. Jedenáctý ročník na sedmi místech v Praze představil instalace zaměřené na AR, 3D scanning nebo originální zvukové a světelné systémy.

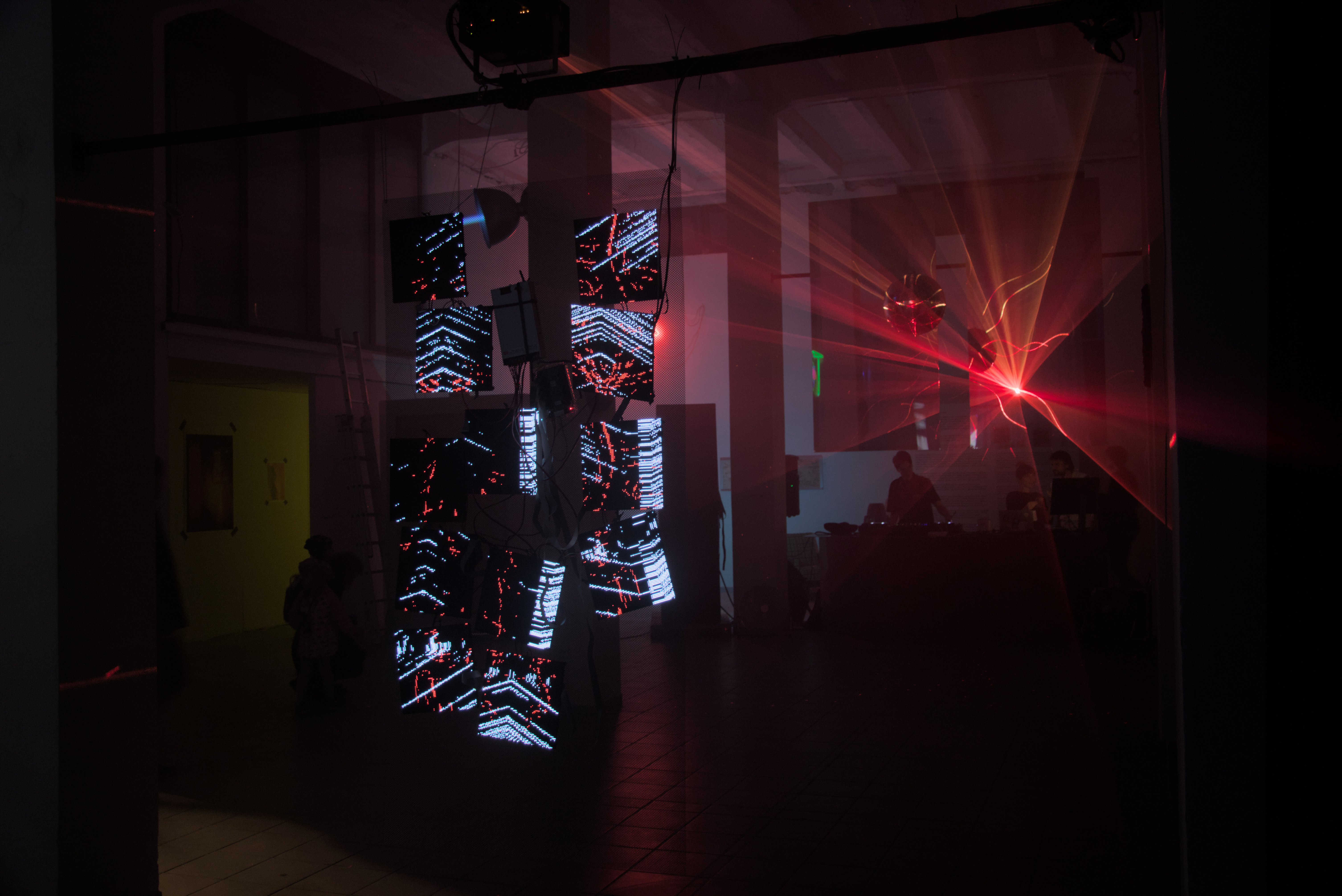
ELEKTROSALON (Artists TBA)
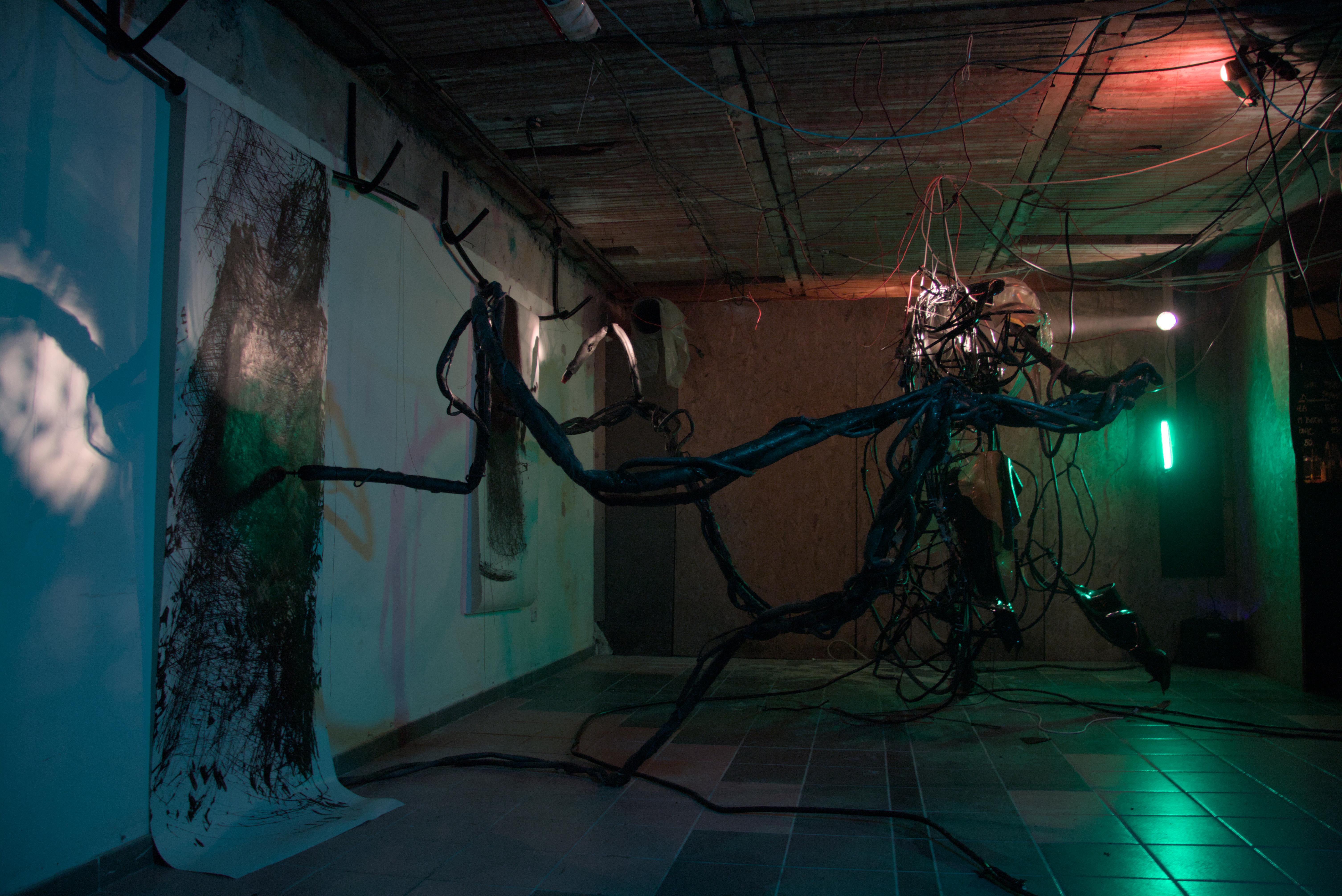
ELEKTROSALON (Artists TBA)
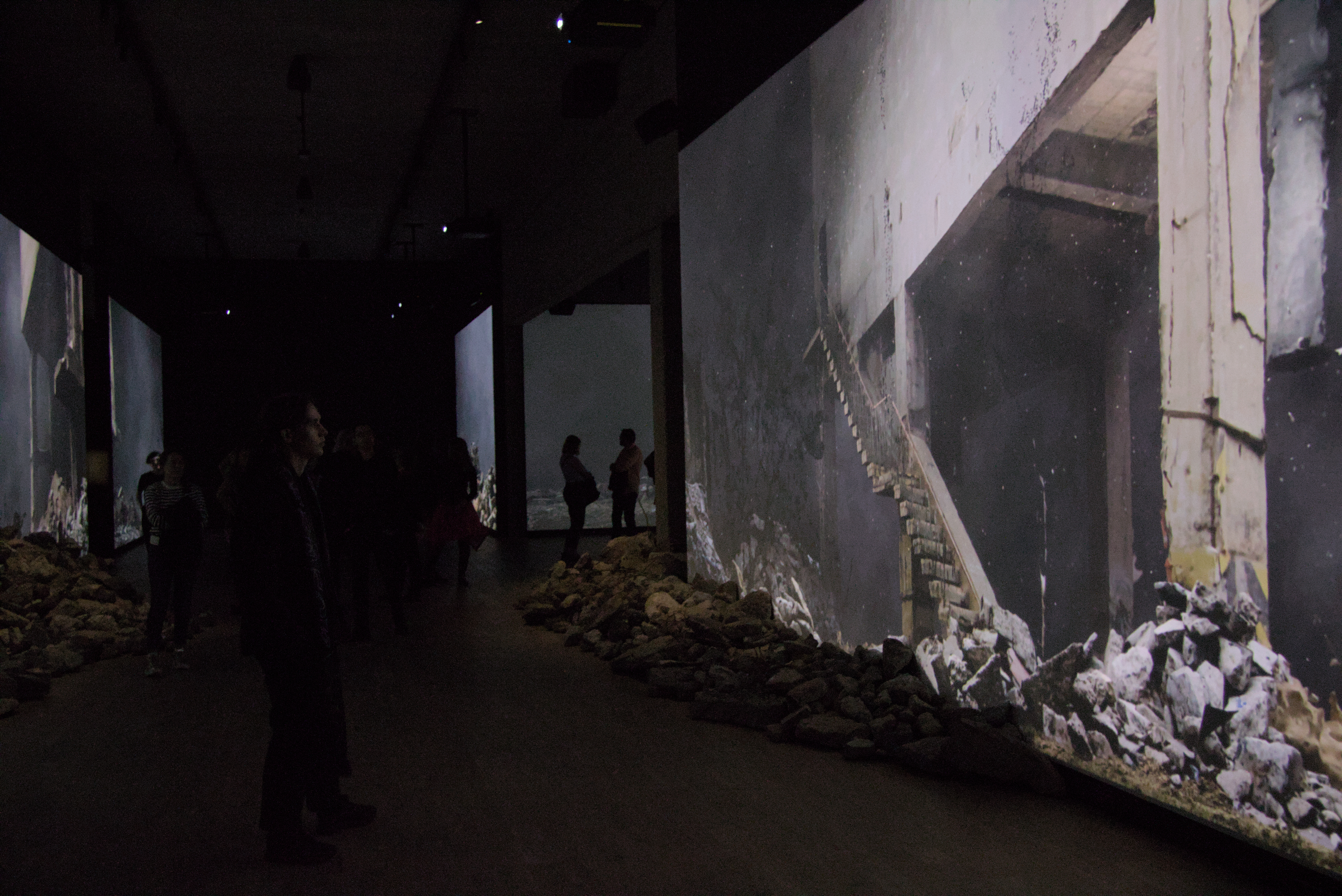
The Grief of Misfit Cathedrals (Lunchmeat Studio)
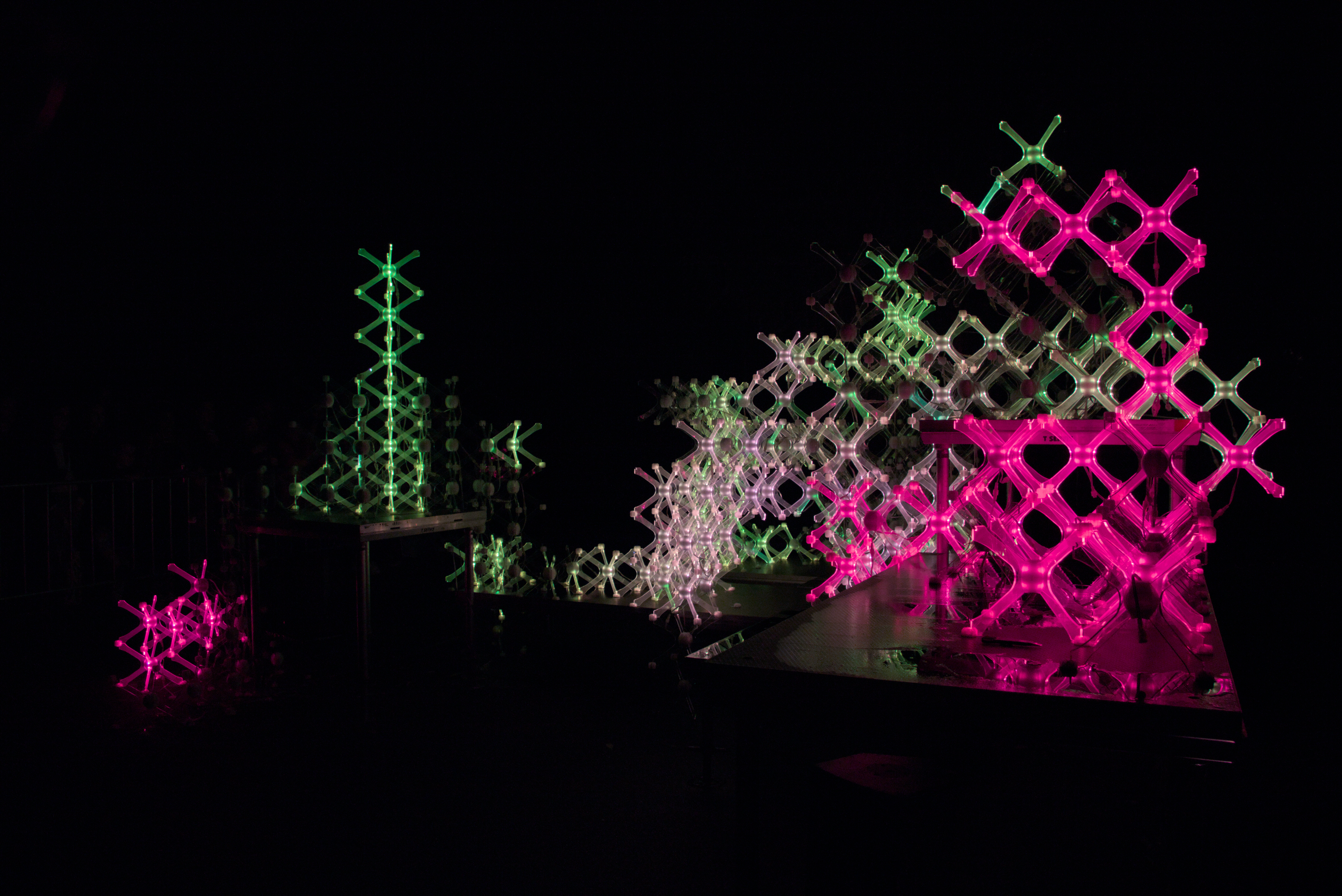
Nexus (Lukáš Dřevjaný, David Minařík, Michal Mitro, Luboš Zbranek)
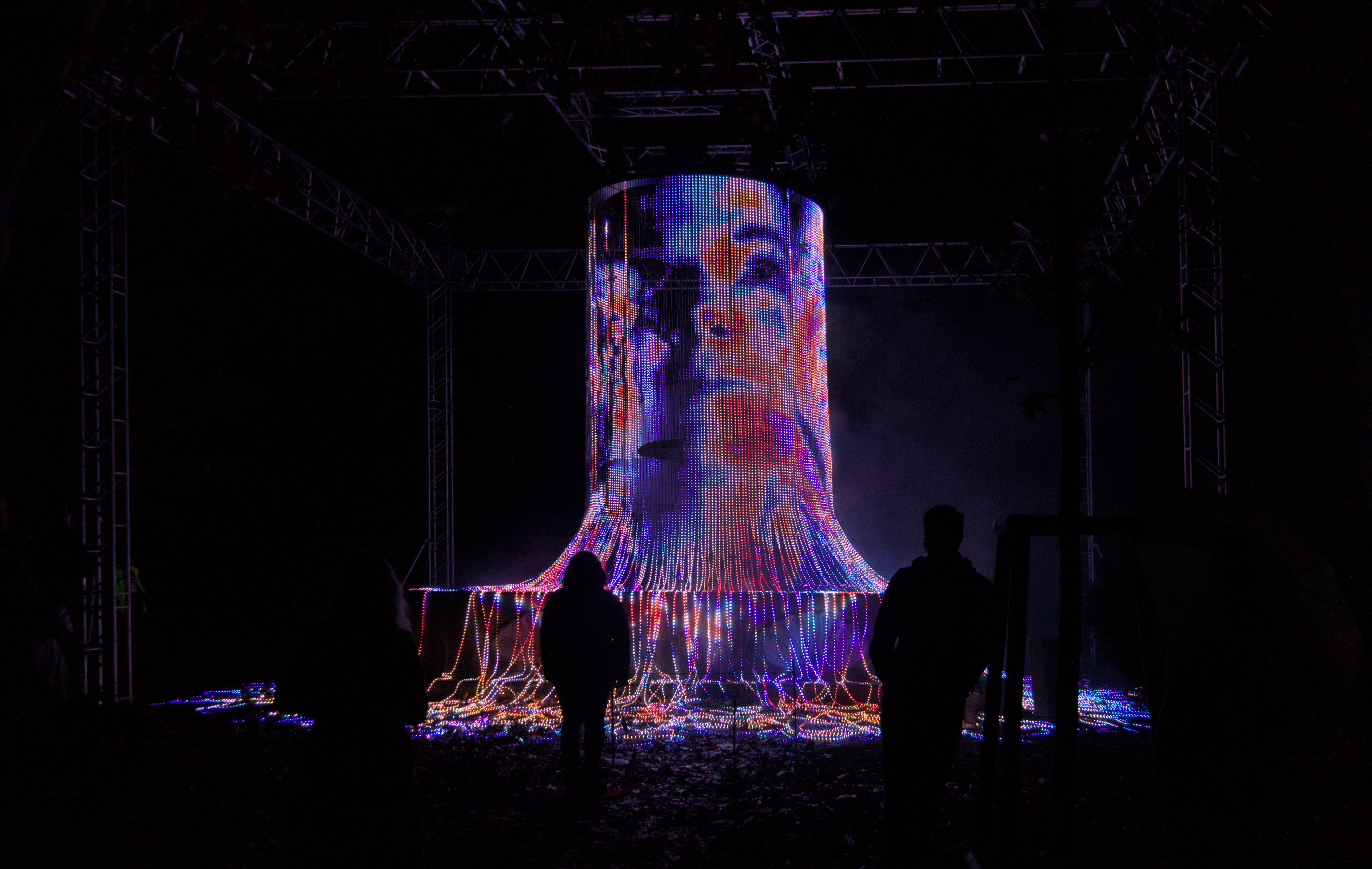
FLUX (Ksawery Komputery)
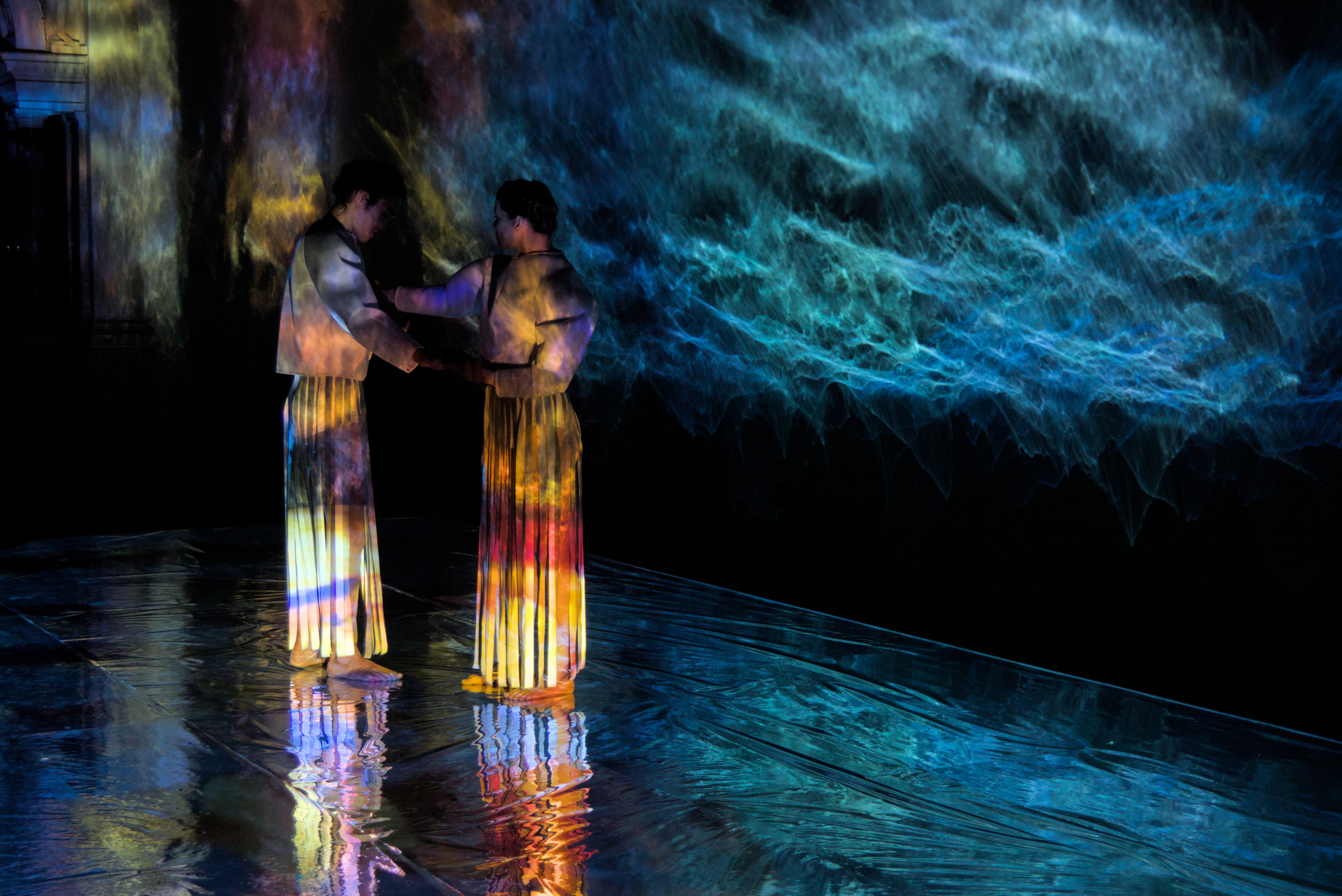
Citová paměť (režie Tereza Vejvodová)
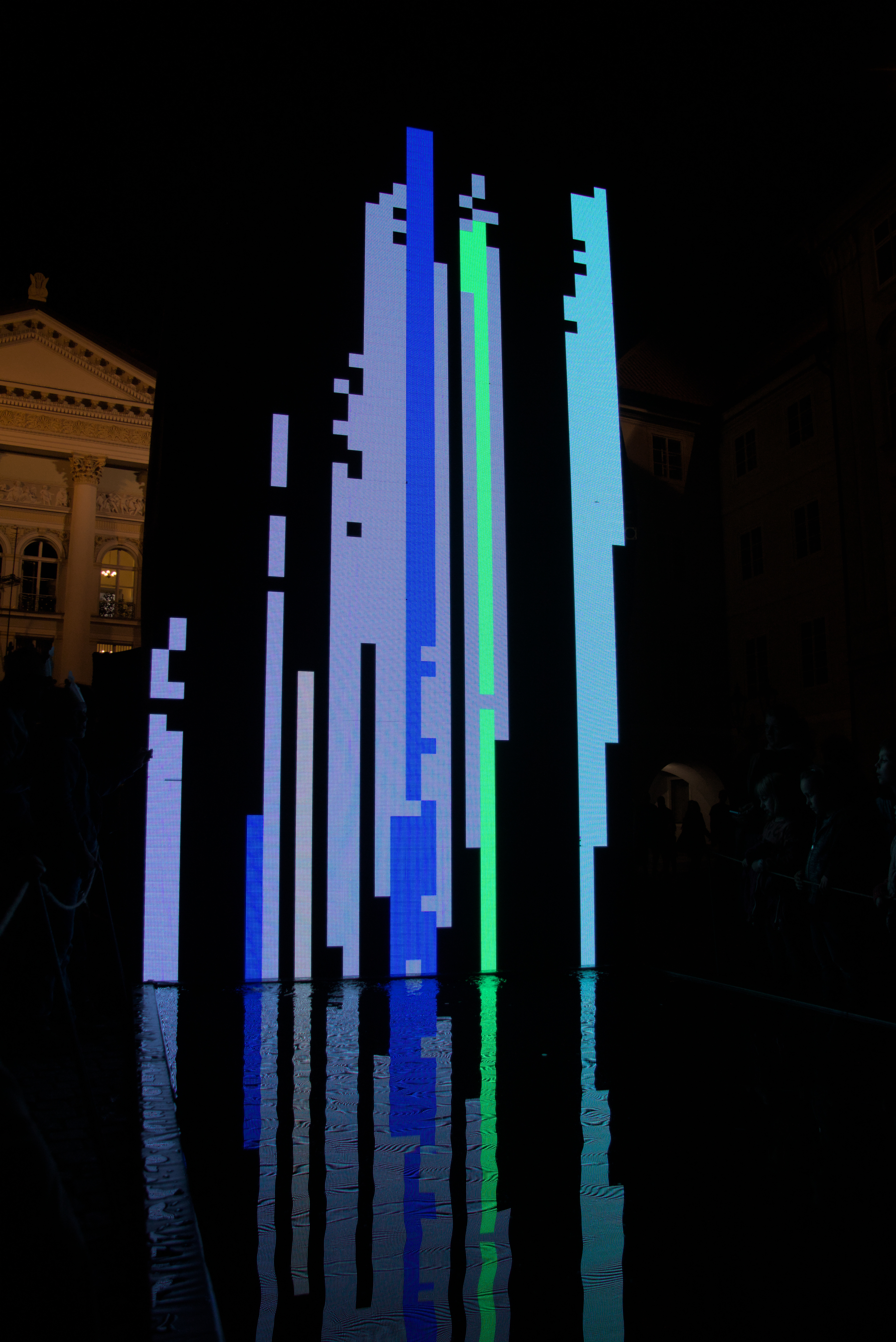
As Water Falls (studio Iregular)
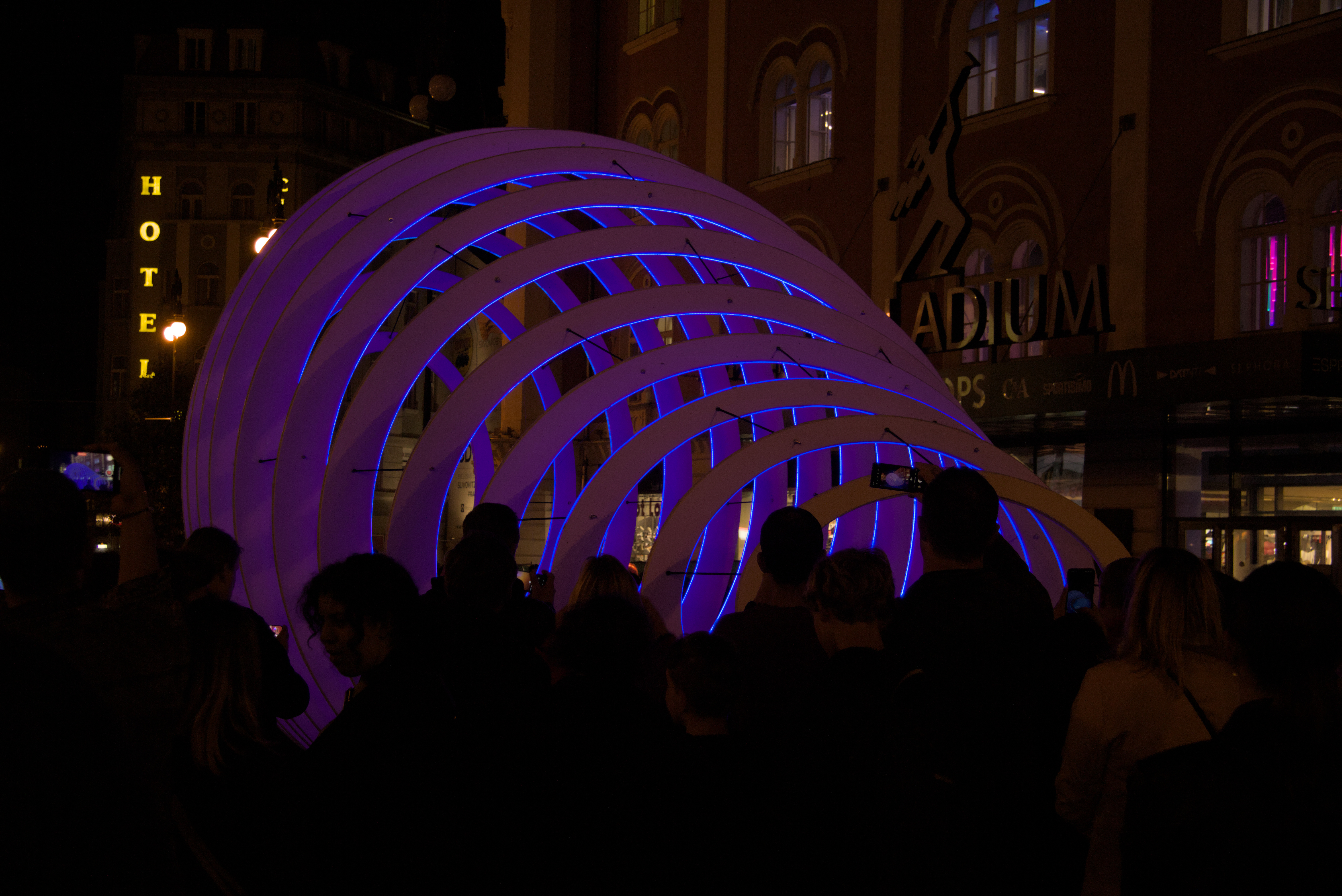
Irideus Bulla (Jan Kaláb)
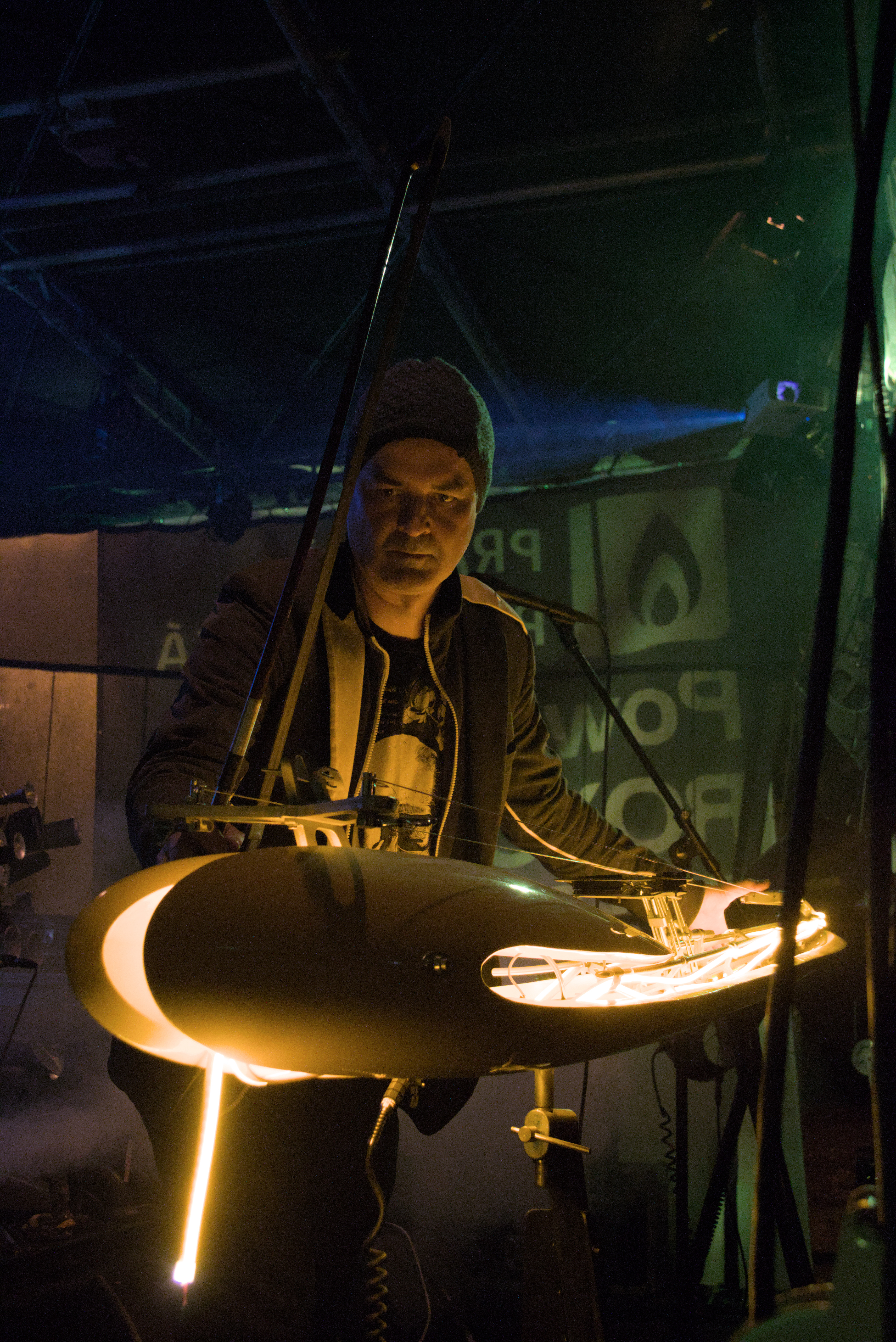
ROXORM3N
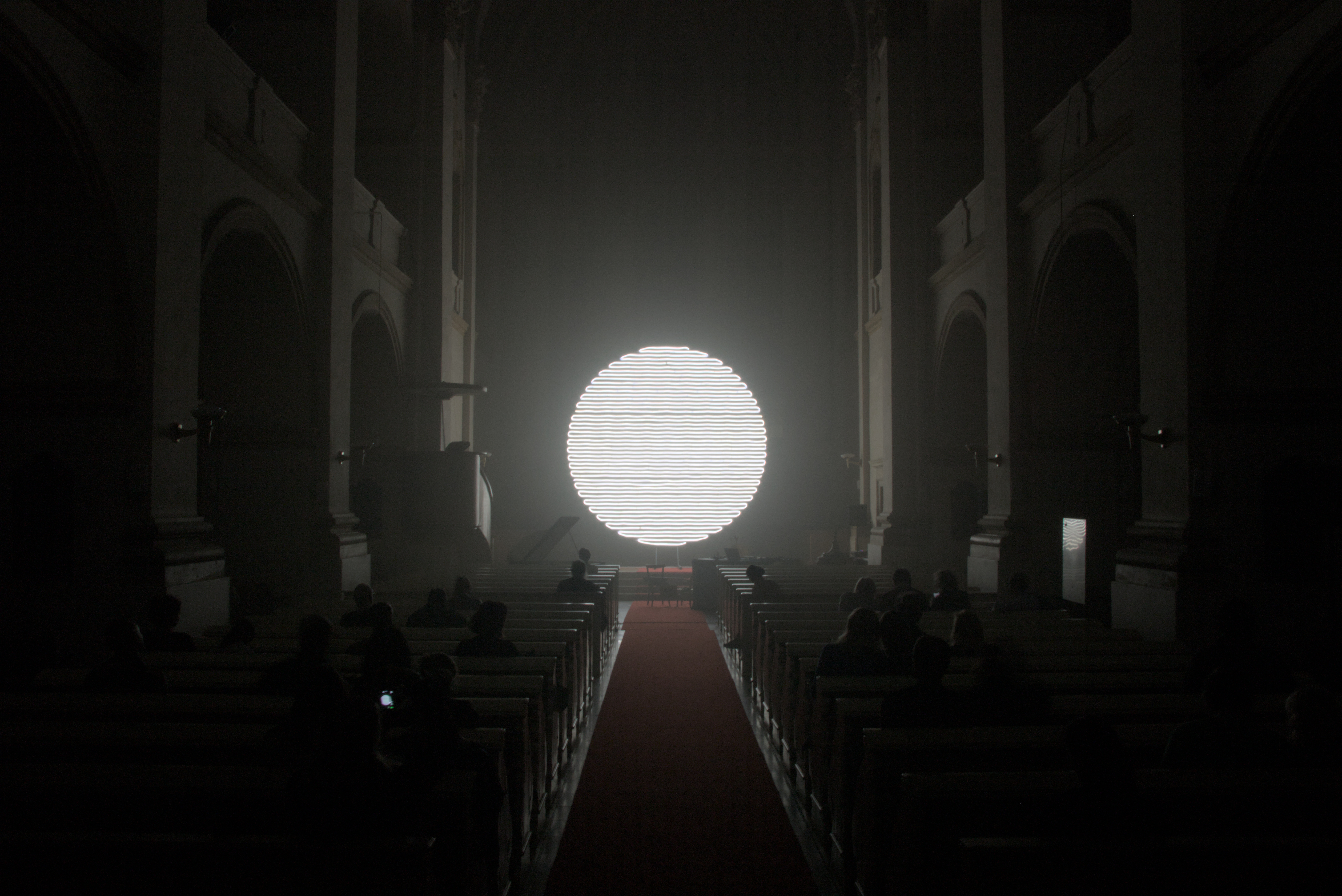
Imerze: Ponořeni do zvuku (Michal Rataj, Jan Trojan a Dragan Stojčevski)
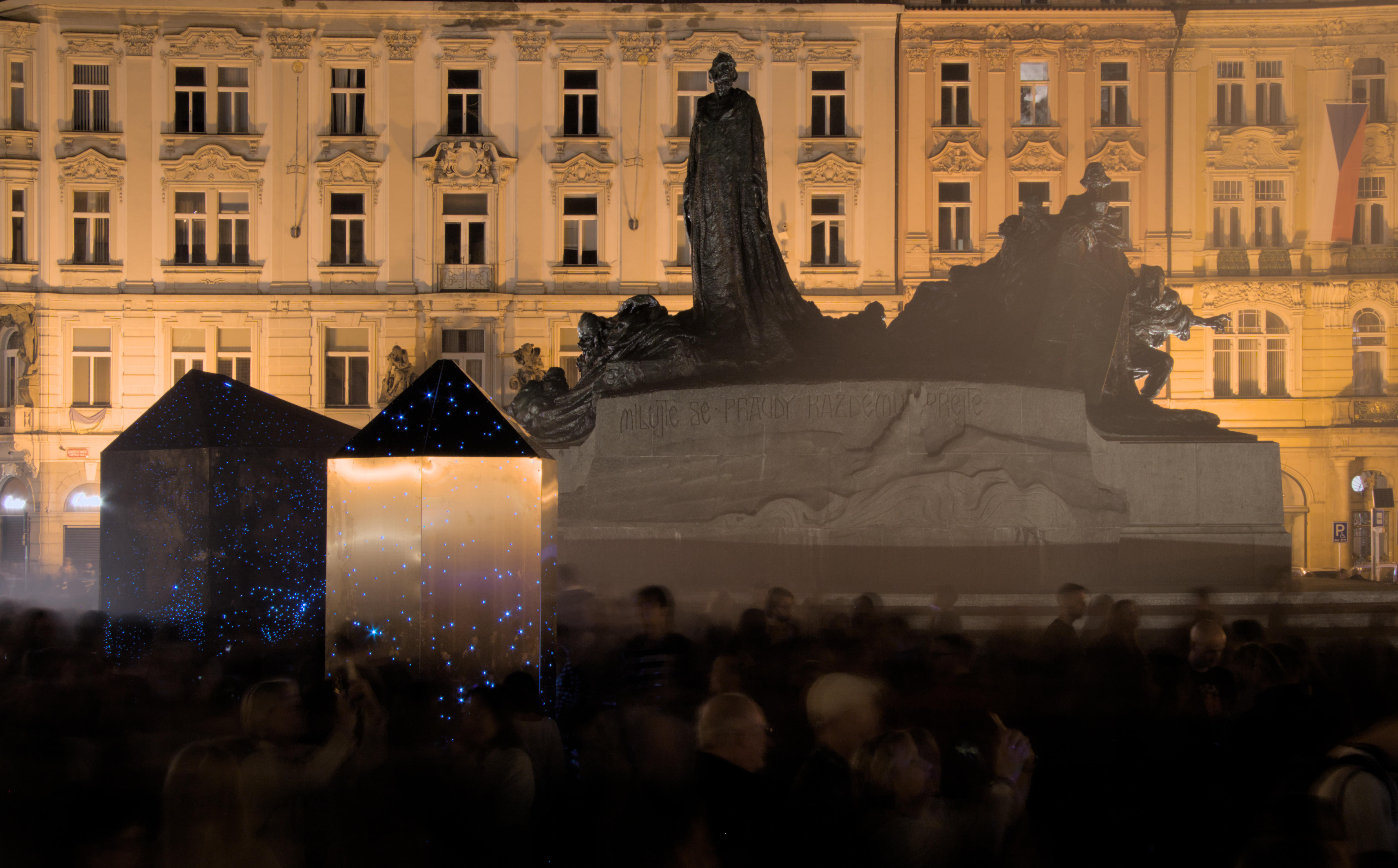
Axis Mundi (Dagmar Šubrtová)
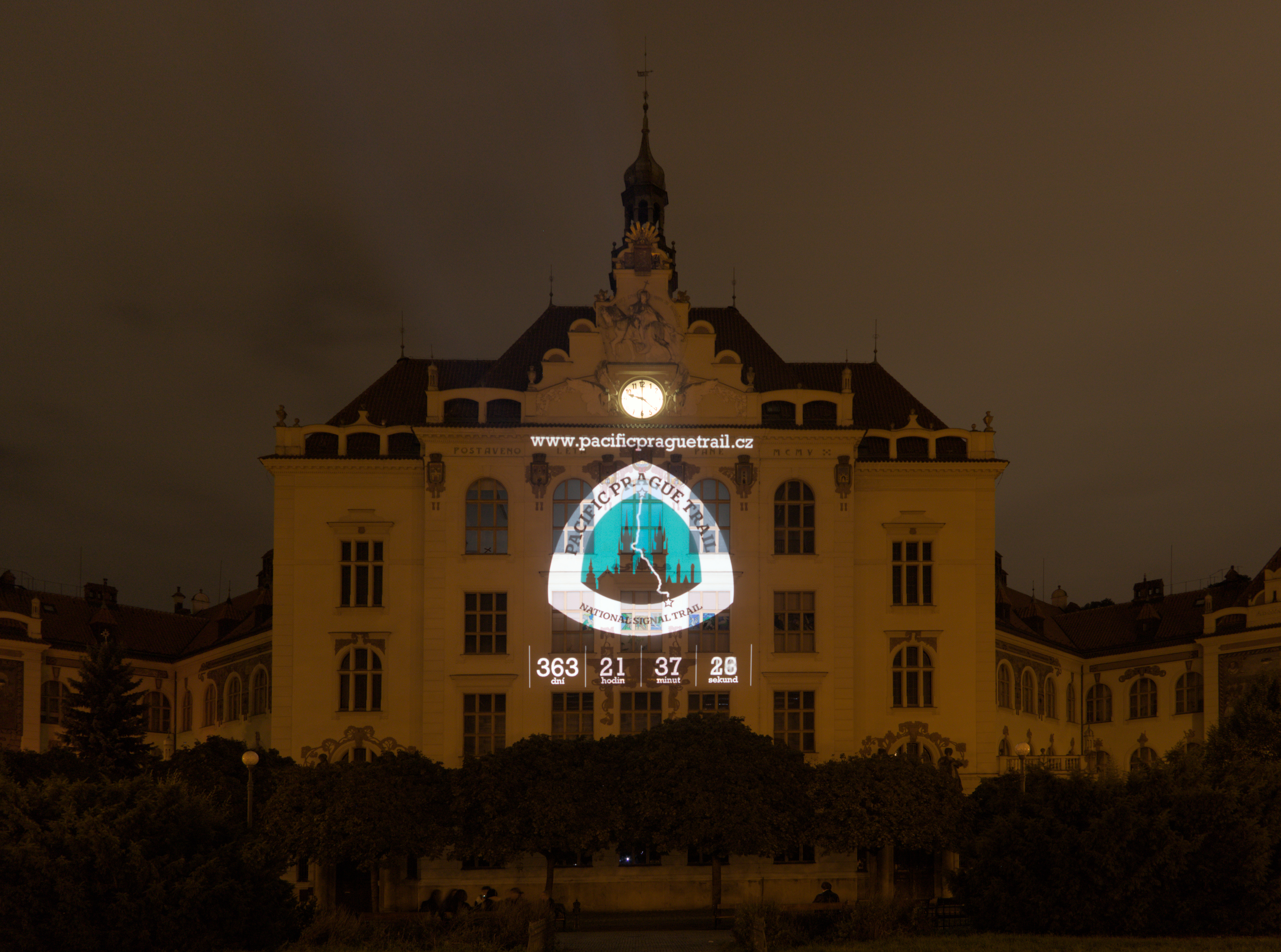
Pacific Prague Trail (Kateřina Šedá)

### 2024
Signal Festival 2024 poprvé využije areál Pražského hradu jako projekční plochu a galerijní zónu. Jedna z festivalových tras povede Hradčany, zatímco druhá bude umístěna v centru Prahy a představí tvorbu českých i zahraničních umělců. Dvanáctý ročník festivalu, který se uskuteční od 10. do 13. října, nabídne celkem 22 instalací, přičemž sedm z nich bude součástí Galerijní zóny, do které je vstup možný na základě zakoupené vstupenky.
Program zahrnuje videomapping Eternal Recurrence na Arcibiskupském paláci na Hradčanském náměstí, jehož autorem je český digitální umělec Filip Hodas.  Další videomappingovou instalací bude The Rhythm of the Ocean na fasádě Městské knihovny na Mariánském náměstí španělsko-dánské vizuální skupiny Desilence. Další program zahrnuje objekty Jiřího Příhody ve Šternberském paláci, multimediální instalaci londýnského studia United Visual Artists (UVA) v galerii Kunsthalle Praha a zvukovou projekci italského umělce Quayoly v Centru architektury a městského plánování (CAMP).

## Ocenění
Ministerstvo kultury ČR a hlavní město Praha zařadily Signal roku 2016 mezi jednu z prioritních kulturních akcí Prahy i celého Česka.
Signal festival se v roce 2014 umístil na seznam britského deníku The Guardian 10 nejlepších světelných festivalů Evropy.
Singapurský deník The Straits Times vybral roku 2017 Signal festival mezi 8 nejzajímavějších světových světelných festivalů, cestovatelský web Orbitz.com pak zařadil festival mezi 7 top festivalů světla; v tomtéž roce se Signal objevil i v žebříčku 36 nejlepších světových akcí podle webu Flightnetwork.com.